# Muluridyi
Muluridyi är ett utdött australiskt språk. Muluridyi talades i Queensland och tillhörde de pama-nyunganska språken.